# Let it snow!
「Let it snow!」（レット・イット・スノー）は、DEAN FUJIOKAの2枚目のEP。2017年12月20日にA-Sketchから発売された。

## 収録曲
1. Let it snow! [4:29]
  - 作詞・作曲：DEAN FUJIOKA / 編曲：Mitsu.J
  - 日本テレビ系日曜ドラマ『今からあなたを脅迫します』主題歌
2. DoReMi [3:33]
  - 作詞・作曲・編曲：DEAN FUJIOKA / 作曲・編曲：SUNNY BOY
3. Speechless [4:05]
  - 作詞・作曲・編曲：DEAN FUJIOKA、SUNNY BOY
  - CANON EOS M6 ASIA AREA CM SONG
4. Let it snow! (Instrumental) [4:29]
5. DoReMi (Instrumental) [3:33]
6. Speechless (Instrumental) [4:02]

### 初回限定盤
- A DVD 
  - DEAN FUJIOKA Live 2017 "History In The Making" ～ Homecoming in Fukushima ～ライブ映像&ドキュメンタリー

- B Live Photobook
  - DEAN FUJIOKA Live 2017 "History In The Making" 東京・大阪・福島 フォトブック

## テレビ出演
- 2017年11月28日放送『ベストアーティスト2017』（日本テレビ系列）
- 2017年12月2日放送『ミュージックフェア』（フジテレビ系列）
- 2017年12月5日放送『うたコン』（NHK総合）
- 2017年12月13日放送『2017FNS歌謡祭』（フジテレビ系列）
- 2017年12月15日放送『バズリズム02』（日本テレビ系列）
- 2017年12月22日放送『ミュージックステーション SUPER LIVE 2017』（テレビ朝日系列）
- 2017年12月23日放送『COUNT DOWN TV』（TBS系列）
- 2017年12月25日放送『CDTVスペシャル!クリスマス音楽祭2017』（TBS系列）